# Ernő Gerő

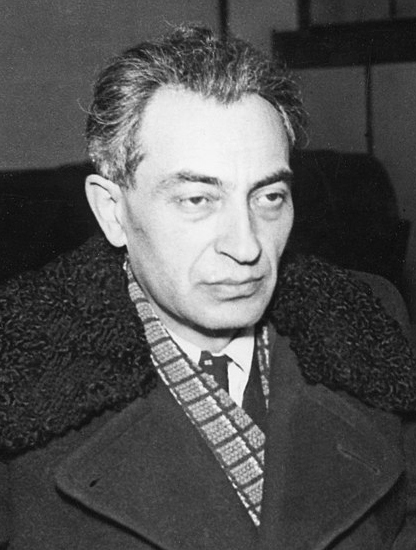
Ernő Gerő

Ernő Gerő (Terbegec, 8 juli 1898 – Boedapest, 12 maart 1980) was een Hongaars communistisch politicus. 

## Biografie
Ernő (Ernest) Gerő geboren als Ernő Singer  was de zoon van een rijke Joodse koopman. In 1918 werd hij lid van de Hongaarse Communistische Partij. Hij steunde het communistische radenregime van Béla Kun. Na de val van Kuns "Radenrepubliek", werd Gerő tot 14 jaar gevangenisstraf veroordeeld. Hij kwam echter bij een gevangenen ruil met de Sovjet-Unie vrij.
Gerő werkte als lid van de Comintern (Communistische Internationale) te Moskou. Later werkte hij als Comintern-agent in Frankrijk. Tijdens de Spaanse Burgeroorlog was Gerő adviseur van de Spaanse regering van Juan Negrín. In de Tweede Wereldoorlog diende hij in het Rode Leger.
In 1944 keerde hij naar Hongarije terug en werd minister van Handel in de anti-fascistische, door de Sovjets opgezette, tegenregering. In datzelfde jaar werd hij lid van het Politbureau van de communistische partij. In 1945 werd hij minister van Verkeer en lid van de Nationale (Regerings) Raad. Daarna was hij vicepremier en minister van Financiën. Gerő was een groot voorstander van een snelle industrialisering en in 1950 beval hij dat Hongarije moest worden omgevormd tot een "land van ijzer en staal productie." Hij stond aan de wieg van het eerste vijfjarenplan. Gerő werd de tweede man in de regering (na Mátyás Rákosi) en was een stalinist.
In juli 1956 volgde hij Mátyás Rákosi op als secretaris-generaal van de Hongaarse Verenigde Socialistische Arbeiderspartij (MSZMP). Hij was niet geliefd, en aan het begin van de oktober opstand (Hongaarse opstand), week hij uit naar de Sovjet-Unie.
Als secretaris-generaal werd hij opgevolgd door János Kádár. 
In 1960 of 1961 keerde hij naar Hongarije terug. Hij bleef verder ambteloos.